# Les Dimanches de monsieur Ushioda
Les Dimanches de monsieur Ushioda (欅の木, Keyaki no ki) est un roman de Yasushi Inoue paru en 1970.

## Résumé
Sans suivre un fil conducteur clairement déterminé, le récit raconte les dimanches de Ki-itchiro Ushioda, patron d'entreprise à trois ans de son soixantième anniversaire, étape importante de la vie, à l'époque du récit, qui se déroule vingt ans après la Seconde Guerre mondiale - soit à la fin des années 1960. 
Lassé du travail, auquel il a consacré le plus clair de son temps, Ushioda décide de prendre un peu de temps pour lui. Outre diverses histoires d'articles qu'il rédige pour des journaux d'entreprise, l'aident à la survie des keyaki ses rêves et rêveries et une famille envahissante.
Dans ce roman est avant tout évoquée la réalité d'une certaine génération d'hommes de la fin des années 1960, ici livrée par le récit d'une série de tranches de vie.

## Style
Sans fioritures, dans un style précis et pourtant très poétique, le romancier japonais livre une œuvre à la fois lourde de sens et légère, sur fond de plaidoyer écologiste. Il décrit avec un humour teinté de mélancolie, l'ambiguïté d'une société japonaise prise entre son traditionalisme séculaire et sa modernité, son milieu écologique fragile et son industrialisation effrénée.

## Édition française
- Paris, Stock, coll. « La cosmopolite », 2000  (ISBN 2-234-05195-9)